# Villamartín
Villamartín es un municipio y localidad española de la provincia de Cádiz, en la comunidad autónoma de Andalucía. Según el INE, en 2016 contaba con 12 267 habitantes. Se encuentra al norte de la provincia, a una altitud de 169 m sobre el nivel del mar.

## Geografía
Se sitúa tan cerca de Sevilla (85,3 km) como de la propia capital provincial (85,7 km), su término municipal ocupa una extensión de 210 km². Linda con los términos municipales sevillanos de Utrera y El Coronil, por el norte, y con los términos municipales gaditanos de Espera, Bornos, Arcos de la Frontera, Prado del Rey, Algodonales y Puerto Serrano, en el resto de su contorno, de oeste a este. A una altitud de 167 m sobre el nivel del mar, su término es la transición de la campiña a la sierra.

### Vías de comunicación
Su estratégica situación, como nudo articulador de las comunicaciones entre las localidades de la comarca y, por ende, entre las provincias de Cádiz, Sevilla y Málaga, la han ido configurando como el centro de los servicios públicos comarcales.

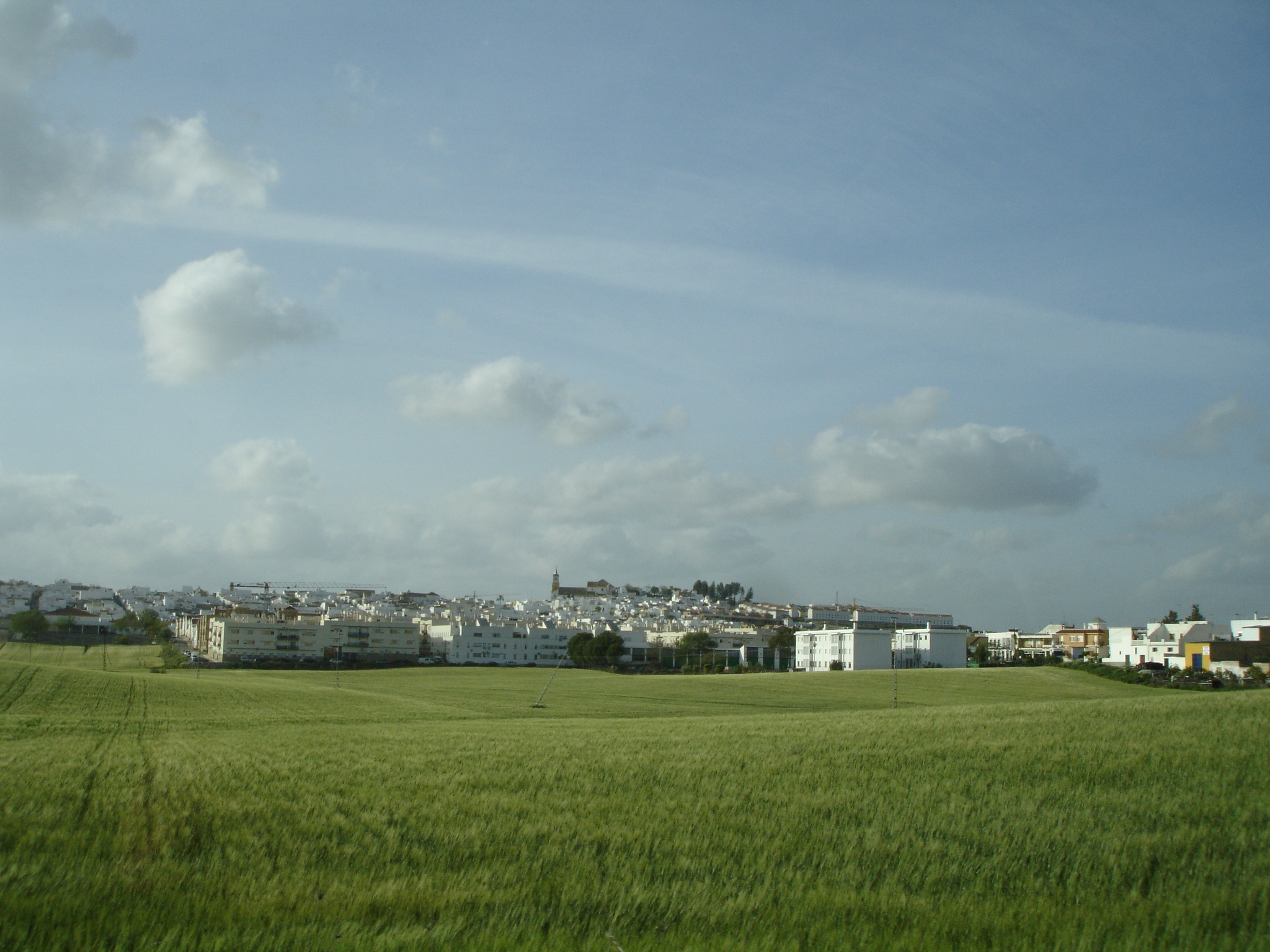
Villamartín desde la carretera a Bornos

La principal vía de comunicación es la carretera A-384 (Arcos de la Frontera-Antequera), tramo de la antigua carretera nacional CN-342 (Jerez-Cartagena). Formará parte, cuando se transforme, de la autovía A-382 (Jerez-Antequera) que, actualmente, llega hasta Arcos. En Villamartín, a 22 km de Arcos de la Frontera y a 118 km de Antequera, se produce la distribución de las vías de comunicación con el entorno.
En efecto, las carreteras A-371 (Villamartín-Las Cabezas de San Juan) y A-376 (Sevilla-Ronda) se cruzan aquí y comunican la capital andaluza y el sur de la provincia de Sevilla con la sierra de Cádiz y el norte de la provincia de Málaga y la A-373 (Villamartín-Gaucín) comunica la sierra con la costa malagueña. Esta situación la convierte en la vía de entrada al parque natural de la sierra de Grazalema por el noroeste y al parque natural de los Alcornocales, por el norte.
La autovía Jerez-Antequera, ahora en construcción, pasará por la localidad gaditana en los próximos años (proyecto anulado temporalmente).

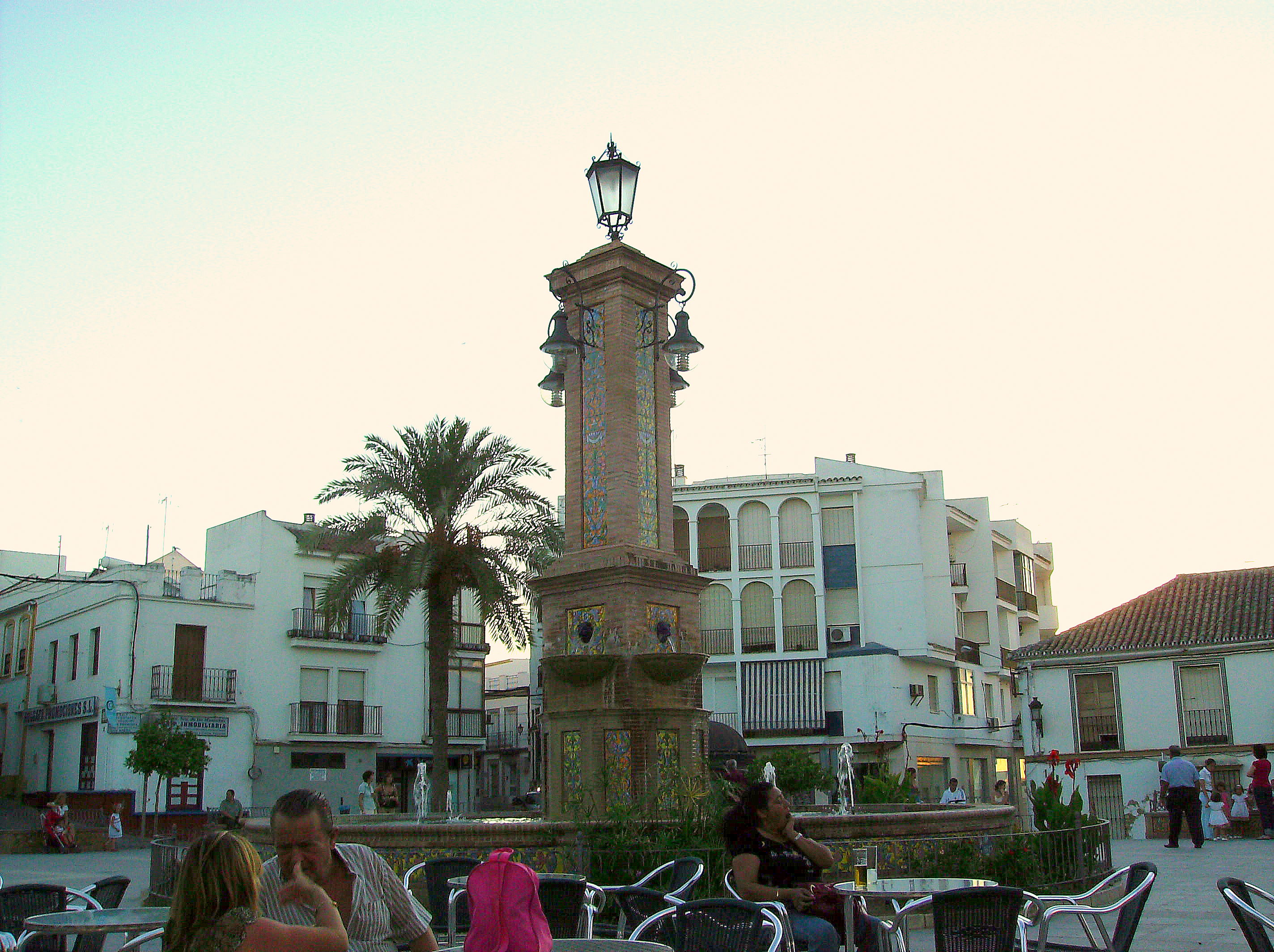
Plaza del Ayuntamiento

## Historia
Villamartín estuvo habitada desde la Prehistoria, como demuestra el dolmen de Alberite, monumento megalítico situado en la finca homónima. En 1994 se descubrió un yacimiento tartésico en la cima de la colina en que se asienta la ciudad. En ella existió un conjunto de villas romanas dedicadas a la agricultura, cuyos restos se conservan aún en sus numerosos cortijos, que, después del breve dominio visigodo, se convirtieron en machares musulmanes.
De la época medieval se conserva el castillo de Matrera, que se derrumbó en 2013 debido a la falta de mantenimiento. Este castillo guardaba la frontera sur del reino de Sevilla, de los ataques musulmanes procedentes del reino nazarí de Granada. La actual ciudad fue fundada el 4 de febrero de 1503, mediante Carta-Puebla otorgada por la ciudad de Sevilla a un grupo de 118 vecinos procedentes en su mayoría de los pueblos circundantes. Durante 2003 se celebran los actos del Quinto Centenario de su fundación.

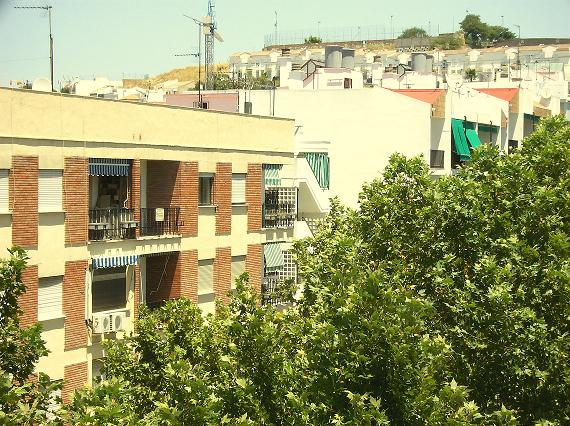
Avenida de La Feria

Al principio de la guerra civil española, la localidad fue tomada por el grupo de falangistas y de derechistas conocido como el Tercio Mora-Figueroa, apoyado por la columna de regulares comandada por el capitán Mariano Gómez de Zamalloa. A pesar de las protestas del párroco del pueblo, fueron torturadas y asesinadas muchas personas, entre ellas varios adolescentes y ancianos cuyos padres o hijos habían conseguido escapar. Las razones a veces rayaban en el absurdo como el de haber participado en un carnaval en el que se había parodiado un funeral del dirigente de la CEDA José María Gil Robles. «Fusilaban a matrimonios y a los hijos pequeños los dejaban morir de hambre. A Cristóbal Alza y a su mujer los detuvieron, les raparon la cabeza y les dieron aceite de ricino. Creyéndose a salvo, decidieron quedarse en el pueblo y, cuando volvieron a detenerlos, Francisco, hermano de Cristóbal, suplicó por sus vidas al capitán de la Guardia Civil. Este le contestó que solo salvaría a uno de los dos, y que Francisco debía elegir. Francisco eligió a su hermano. Entre julio de 1936 y febrero de 1937 se ejecutó en Villamartín a 120 hombres y a 9 mujeres».

## Monumentos
- Castillo de Matrera
- Ermita de las Montañas[4]

## Economía
La economía de la zona se centra en agricultura y ganadería. Se está construyendo el mayor centro avícola del país

### Evolución de la deuda viva municipal
| Gráfica de evolución de Deuda viva del Ayuntamiento de Villamartín entre 2008 y 2019                                |
| |
| Deuda viva del Ayuntamiento de Villamartín en miles de Euros según datos del Ministerio de Hacienda y Ad. Públicas. |

## Demografía
Villamartín cuenta con una población de 12 169 habitantes (INE 2024).
| Gráfica de evolución demográfica de Villamartín entre 1842 y 2021                                                   |
| |
| Población de derecho según los censos de población del INE Población de hecho según los censos de población del INE |

## Administración y política

### Gobierno municipal
| Periodo   | Nombre                      | Partido                                         |
| --------- | --------------------------- | ----------------------------------------------- |
| 1979-1983 | Antonio Pérez Vidal         | Partido del Trabajo de Andalucía (PTA)          |
| 1983-1987 | Carlos Holgado Morilla      | Partido Socialista Obrero Español (PSOE)        |
| 1987-1991 | Carlos Holgado Morilla      | Partido Socialista Obrero Español (PSOE)        |
| 1991-1995 | Carlos Holgado Morilla      | Partido Socialista Obrero Español (PSOE)        |
| 1995-1999 | José Antonio González Pavón | Partido Andaluz del Progreso (PAP)              |
| 1999-2003 | José Antonio González Pavón | Partido Andalucista (PA)                        |
| 2003-2007 | José Luis Calvillo Espinosa | Partido Socialista Obrero Español (PSOE-A)      |
| 2007-2011 | José Luis Calvillo Espinosa | Partido Socialista Obrero Español (PSOE-A)      |
| 2011-2015 | Juan Luis Morales Gallardo  | Partido Andalucista-Espacio Plural Andaluz (PA) |
| 2015-2019 | Juan Luis Morales Gallardo  | Partido Andalucista (PA)                        |
| 2019-2023 | Juan Luis Morales Gallardo  | Andalucía Por Sí (AxSí)                         |

| Partido político | Partido político                           | 2019                                             | 2019                                             | 2019                                             | 2015  | 2015       | 2015  | 2011  | 2011       | 2011  |
| Partido político | Partido político                           | %                                                | Concejales                                       | Votos                                            | %     | Concejales | Votos | %     | Concejales | Votos |
|                  | Andalucía Por Sí                           | 51,81                                            | 10                                               | 3 191                                            | -     | -          | -     | -     | -          | -     |
|                  | Partido Socialista Obrero Español          | 34,29                                            | 6                                                | 2 112                                            | 26,95 | 5          | 1 800 | 34,68 | 6          | 2 430 |
|                  | Adelante Villamartin                       | 9,71                                             | 1                                                | 598                                              | -     | -          | -     | -     | -          | -     |
|                  | Partido Popular                            | 3,20                                             | 0                                                | 197                                              | 6,59  | 1          | 440   | 12,12 | 2          | 849   |
|                  | Izquierda Unida-Los Verdes                 | Dentro de la candidatura de Adelante Villamartin | Dentro de la candidatura de Adelante Villamartin | Dentro de la candidatura de Adelante Villamartin | 8,12  | 1          | 542   | 8,44  | 1          | 591   |
|                  | Partido Andalucista-Espacio Plural Andaluz | -                                                | -                                                | -                                                | 53,52 | 10         | 3 574 | 43,11 | 8          | 3 020 |

## Gastronomía
Son muy populares las sopas de tomate y de espárragos, protagonistas de las reuniones de familiares y de amigos. De hecho, desde hace varios años se celebra un "Concurso de Zopas" el día de Andalucía
También tiene una buena confitería, en la que destacan dulces como los Roscos Blancos, los Pitisús, los Cuernos de crema, los Palos de Nata y Torpedos, las Cañas y cordobesas, las sultanas de coco o de almendras, las Palmeras, los Piononos y un sinfín de pasteles artesanos que hacen las delicias de cualquier visitante. También se fabrican alfajores y turrones.
Por otro lado, Villamartín también cuenta con pan artesano de buena calidad, fabricándose de varios estilos, además son muy apreciados los molletes, pieza imprescindible en los desayunos villamartinenses.
Desde hace unos años se ha consolidado quesería de prestigio internacional. Posee uno de los mejores quesos de la comarca "Quesos Pajarete", reconocido con diversos galardones internacionales

## Educación
Villamartín cuenta en la actualidad con 4 Colegios públicos, de los cuales tres son de Educación Infantil y Primaria y uno específico de Educación Especial:
1. CEIP Nuestra Señora de las Montañas, en la calle Virgen de las Montañas,19, es un colegio de 2 líneas, que escolariza a unos 150 alumnos/as de Infantil y unos 300 de Primaria. Manuel Morilla Jarén ejerció la dirección desde 1988 hasta 2012. En 1988 inició un Proyecto de Innovación Educativa que incluía una emisora local de televisión escolar como medio y soporte para la introducción en el currículo del aprendizaje del lenguaje audiovisual. El 21 de enero de 2007 comienza a emitir por internet y, al finalizar el curso, se clausura la emisora local terrestre por imperativo legal (apagón analógico). En la actualidad, su directora es Soledad González Velázquez.
2. CEIP Elio Antonio de Nebrija, en la plaza Andalucía, es un colegio de 2 líneas que, a veces, tiene tres grupos en algún nivel. En la actualidad, su directora es Juana Romero.
3. CEIP Torrevieja, ubicado en la barriada del mismo nombre.En la actualidad, su director es David Tenorio Ruiz.
4. CPEE Pueblos Blancos, en la carretera Jerez-Antequera, es un centro que cuenta con siete unidades de alumnos predominantemente con afecciones psíquicas, una de audición y lenguaje, dos programas de transición a la vida adulta y servicio de fisioterapia y médico. Atiende una media de unos 50 alumnos que fluctúan a lo largo del curso escolar. En el claustro y dadas sus características se integran varios perfiles profesionales, profesorado, orientadores, personal de atención educativa complementaria,...

También cuenta con 2 institutos: el IES La Loma, situado en la calle Consolación y el IES Castillo de Matrera, en la avenida de Sevilla.
Villamartín cuenta además con varias organizaciones como Asparei-Asadifisa y AFANAS que enriquecen la atención que se ofrece al colectivo de discapacitados/as.
Y un centro de protección de menores (C.P.M. La Cañada), tutorizan a menores de edad sin familias en España

## Otros servicios
La localidad es sede de la mancomunidad de municipios de la sierra de Cádiz, que se ubica en la Alameda de la diputación, y en ella existe un juzgado de paz, situado en la plaza del Ayuntamiento.
También cuenta con un Hospital Comarcal; el Hospital Virgen de las Montañas, que se ubica junto al IES Castillo de Matrera y a la oficina de empleo.
En la avenida de la Feria está situado el centro de salud y centro de especialidades de la localidad, al que también acuden personas de localidades vecinas, al igual que al hospital, debido a su cartera de servicios.
También en Villamartín existe una oficina de atención de la Seguridad Social, una sede de ITV, una jefatura de policía local, un parque de bomberos y un cuartel de la guardia civil.
Está previsto que comience a funcionar el geriátrico comarcal instalado junto al hospital de Villamartín.

## Deporte
Villamartín cuenta con unas excelentes instalaciones deportivas, posiblemente las mejores de la comarca, y la mayoría de ellas situadas en el polideportivo municipal, donde podemos encontrar instalaciones de: baloncesto, fútbol sala (ambas contando con diferentes pistas tanto cubiertas como al descubierto), tenis, pádel (tanto de hormigón como cristaleras), Ping-Pong, un excelente estadio de fútbol con graderíos cubiertos, pista de atletismo, y césped artificial donde practicar Fútbol 7 o Fútbol 11, una piscina exterior, una piscina cubierta climatizada y un pabellón cubierto con pista polideportiva entre otras muchas instalaciones.
El equipo de fútbol de la localidad es la Unión Deportiva Villamartín. Fue fundado en 1957 con motivo de la unión entre los dos antiguos clubes de "Los Cazadores" y el "Guadalete". También Villamartín cuenta con el equipo A.C.U.DE de Baloncesto, el cual ha cosechado numerosos éxitos a lo largo de su aun reciente nacimiento.

## Fiestas locales
Feria de ganado y fiestas de San Mateo. Es la Feria ganadera más antigua de Andalucía, celebrándose desde el siglo XVI. Del 20 al 24 de septiembre.

## Ciudades hermanadas
- Bellegarde (Francia)